# Beep Beep (EP)
Beep Beep è il quarto EP della boy band sudcoreana BtoB, pubblicato nel 2014.

## Tracce
1. Beep Beep (뛰뛰빵빵) – 3:28
2. Broken Heart (끝난 건가요) – 3:52
3. Hello (여보세요) – 3:05
4. Hello Mello – 3:40
5. Never Ending (Melody) (끝나지 않을 (Melody)) – 4:21